# Burgstall Hohenstatt
Der Burgstall Hohenstatt ist eine abgegangene Höhenburg an einer Abbruchkante rechts über einer nordöstlichen Flussschleife der Bühler auf 357,9 m ü. NN Höhe. Sie liegt knapp 50 Meter über dem Talmühlenanwesen Neunbronn der Stadt Schwäbisch Hall im Landkreis Schwäbisch Hall in Baden-Württemberg. 

## Geschichte
Die Geschichte dieser kleinen Burganlage ist bis heute völlig unbekannt, die Bezeichnung Burg Hohenstatt in modernen Kartenwerken lässt sich nicht belegen. Auch ist kein Adelsgeschlecht dieses Namens genannt, das eindeutig dieser Burg zugeordnet werden kann. Nach Alois Schneider könnte sie während des 12. oder 13. Jahrhunderts errichtet worden sein. Ob sie mit der gegenüber auf der westlichen Talseite der Bühler liegenden Burg Hohenstein in Zusammenhang gebracht werden kann, ist ebenfalls nicht belegbar. Angeblich wurde die Burg im Jahr 1461 von Herzog Ludwig von Bayern zusammen mit Hohenstein zerstört, da aber diese Nachricht erst aus einer späteren Zeit stammt, ist sie ebenfalls nicht bewiesen. Anfang der Neuzeit bestand nur noch der Flurnamen Burgstall.